# هزاره شاهنامه
هزارهٔ شاهنامه آیینی بود که به‌پیشنهاد بنیاد شاهنامهٔ فردوسی بنا بود در سال ۱۳۵۹ به‌مناسبت هزارمین سال آغاز سرایش آن برگزار شود اما با چند سال تأخیر برگزار شد. سرانجام به پیشنهاد بنیاد فردوسی ثبت هزارهٔ پایان سرایش شاهنامه در فهرست مفاخر و رویدادهای علمی، فرهنگی و هنری سال ۲۰۱۱ – ۲۰۱۰ م سازمان یونسکو انجام شد. این رویداد نخستین ثبت برپایهٔ سال خورشیدی در سازمان یونسکو است. پیشنهاد بنیاد فردوسی برای ثبت رویداد هزارهٔ سرایش شاهنامه در سی و پنجمین کنفرانس عمومی یونسکو با اقبال ۱۹۲ کشور عضو این سازمان مواجه شد.